# Dieter Schornstein

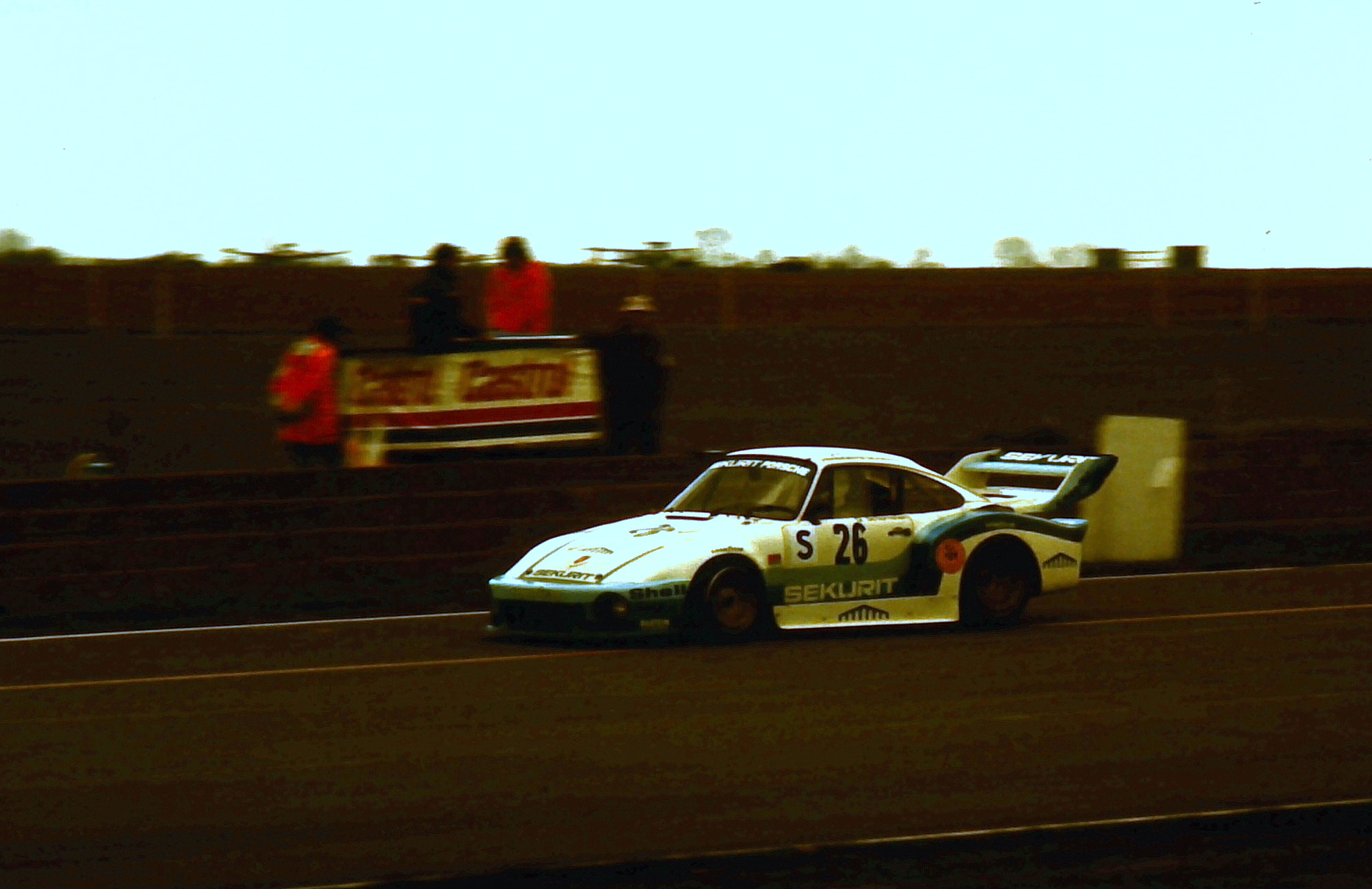
Der drittplatzierte Porsche 935/77 von Edgar Dören und Dieter Schornstein bei 6-Stunden-Rennen von Silverstone 1979

Dieter Leonhard Schornstein (* 28. Juni 1940 in Aachen; † 19. Dezember 2014 ebenda) war ein deutscher Automobilrennfahrer, Teambesitzer und Unternehmer.

## Karriere
Schornstein startete mit 35 Jahren erst spät seine Rennfahrerlaufbahn. Zunächst fuhr er 1975 und 1976 mit einem privaten Porsche 911 Carrera RS Rennen im Deutschen Automobil-Rundstrecken-Pokal (DARM) und andere Tourenwagenrennen, bei denen er einige Klassensiege in der Gruppe 3 erzielte.
Seinen ersten Gesamtsieg erreichte er 1976 für das Porsche-Kremer-Team auf einem Porsche 934 beim Rennen auf dem Nürburgring. Ein Jahr später pilotierte er regelmäßig einen 934 und später einen 934/5 im Deutschen Automobil-Rundstrecken-Pokal und in der 1. Division der Deutschen Rennsport-Meisterschaft (DRM). In der DRM konnte er vier weitere Gesamtsiege erringen.
Darüber hinaus fuhr er seine ersten Langstreckenrennen auf dem Nürburgring, in Brands Hatch und in Hockenheim in der Sportwagen-Weltmeisterschaft. 1978 bis 1980 startete Schornstein mit einem Porsche 935/77A in die DRM- und Sportwagen-Weltmeisterschafts-Saison – ab 1979 mit seinem eigenen Rennteam. Bei den 6-Stunden-Rennen von Dijon und Silverstone fuhren er und Edgar Dören 1978 jeweils auf einen 3. Platz.
Beim 24-Stunden-Rennen von Le Mans 1979 erreichte er mit Edgar Dören und Götz von Tschirnhaus den 7. Gesamtplatz.
1980 fuhr Schornstein mit Harald Grohs und Götz von Tschirnhaus in Le Mans auf den 8. Platz und erreichte den Klassensieg der Gruppe 5. Ein Jahr später bestritt er auf einen von Joest aufgebauten Porsche 935 J Rennen in der DRM und in der Sportwagen-Weltmeisterschaft. Einer seiner größten Erfolge war der Sieg beim 6-Stunden-Rennen in Silverstone, den er zusammen mit Walter Röhrl und Harald Grohs feierte. 1982 erreichte er in der DRM mit dem 7. Rang seine beste Gesamtplatzierung in dieser Rennserie.
In den beiden letzten Jahren seiner Rennfahrerkarriere fuhr er mit einem Porsche 956 in der Gruppe C der Sportwagen-Weltmeisterschaft und erzielte mit seinen Teamfahrern wie Volkert Merl, „John Winter“ und Hans Heyer regelmäßig Top-Ten-Platzierungen.
1984 zog Schornstein sich aus dem Rennsport zurück. Von 1978 bis 1984 war er insgesamt fünfmal in Le Mans am Start.
Sein Metallbaubetrieb wird seit 2001 von seinem Sohn weitergeführt, der ebenfalls seit 2005 regelmäßig auf dem Nürburgring beim 24-Stunden-Rennen mit einem Porsche 911 GT3 fährt.
Dieter Schornstein starb am 19. Dezember 2014 im Alter von 74 Jahren.

## Statistik

### Le-Mans-Ergebnisse
| Jahr | Team                    | Fahrzeug        | Teamkollege  | Teamkollege          | Platzierung            | Ausfallgrund |
| ---- | ----------------------- | --------------- | ------------ | -------------------- | ---------------------- | ------------ |
| 1978 | Porsche Kremer Racing   | Porsche 935/77A | Louis Krages | Philippe Gurdjian    | nicht klassiert        |              |
| 1979 | Sekurit Racing Team     | Porsche 935/77A | Edgar Dören  | Götz von Tschirnhaus | Rang 7                 |              |
| 1980 | Vegla Racing Team       | Porsche 935/77A | Harald Grohs | Götz von Tschirnhaus | Rang 8 und Klassensieg |              |
| 1981 | Vegla Racing Team       | Porsche 935 J   | Harald Grohs | Götz von Tschirnhaus | Rang 10                |              |
| 1984 | Schornstein Racing Team | Porsche 956     | Louis Krages | Volkert Merl         | Rang 5                 |              |

### Einzelergebnisse in der Sportwagen-Weltmeisterschaft
| Saison | Team               | Rennwagen               | 1   | 2   | 3   | 4   | 5   | 6   | 7   | 8   | 9   | 10  | 11  | 12  | 13  | 14  | 15  | 16  | 17  |
| ------ | ------------------ | ----------------------- | --- | --- | --- | --- | --- | --- | --- | --- | --- | --- | --- | --- | --- | --- | --- | --- | --- |
| 1976   | Dieter Schornstein | Porsche 911 Carrera RSR | MUG | VAL | NÜR | MON | SIL | IMO | NÜR | ZEL | PER | WAT | MOS | DIJ | DIJ | SAL |     |     |     |
| 1976   | Dieter Schornstein | Porsche 911 Carrera RSR |     |     |     | 15  |     |     |     |     |     |     |     |     |     |     |     |     |     |
| 1977   | Kremer Racing      | Porsche 934             | DAY | MUG | DIJ | MON | SIL | NÜR | VAL | PER | WAT | EST | LEC | MOS | IMO | SAL | BRH | HOK | VAL |
| 1977   | Kremer Racing      | Porsche 934             |     |     |     |     |     | 5   |     |     |     |     |     |     |     |     | 10  | 8   |     |
| 1978   | Kremer Racing      | Porsche 935             | DAY | SEB | MUG | TAL | DIJ | SIL | NÜR | LEM | MIS | DAY | WAT | VAL | ROD |     |     |     |     |
| 1978   | Kremer Racing      | Porsche 935             | 5   |     | 7   |     | 6   | 5   | DNF | DNF |     |     |     | 6   |     |     |     |     |     |
| 1979   | Sekurit Racing     | Porsche 935             | DAY | SEB | MUG | TAL | DIJ | RIV | SIL | NÜR | LEM | PER | DAY | WAT | SPA | BRH | ROA | VAL | ELS |
| 1979   | Sekurit Racing     | Porsche 935             |     |     |     |     | 3   |     | 3   | 4   | 7   |     |     |     |     | 4   |     | 8   |     |
| 1980   | Vegla Racing       | Porsche 935             | DAY | BRH | SEB | MUG | MON | RIV | SIL | NÜR | LEM | DAY | WAT | SPA | MOS | ROA | VAL | DIJ |     |
| 1980   | Vegla Racing       | Porsche 935             |     | 7   |     |     | 4   |     | 5   | 7   | 8   |     |     |     |     |     |     |     |     |
| 1981   | Vegla Racing       | Porsche 935             | DAY | SEB | MUG | MON | RIV | SIL | NÜR | LEM | PER | DAY | WAT | SPA | MOS | ROA | BRH |     |     |
| 1981   | Vegla Racing       | Porsche 935             |     |     |     | DNF |     | 1   | 7   | 10  |     |     |     |     |     |     | 6   |     |     |
| 1982   | Vegla Racing       | Porsche 935             | MON | SIL | NÜR | LEM | SPA | MUG | FUJ | BRH |     |     |     |     |     |     |     |     |     |
| 1982   | Vegla Racing       | Porsche 935             | 4   | 12  |     |     |     | 6   |     |     |     |     |     |     |     |     |     |     |     |
| 1983   | Joest Racing       | Porsche 936             | MON | SIL | NÜR | LEM | SPA | FUJ | KYA |     |     |     |     |     |     |     |     |     |     |
| 1983   | Joest Racing       | Porsche 936             |     |     |     |     | 8   |     | 4   |     |     |     |     |     |     |     |     |     |     |
| 1984   | Schornstein Racing | Porsche 956             | MON | SIL | LEM | NÜR | BRH | MOS | SPA | IMO | FUJ | KYA | SAN |     |     |     |     |     |     |
| 1984   | Schornstein Racing | Porsche 956             | 6   | 9   | 5   | 10  | 9   |     | 8   | 7   |     | 9   | 11  |     |     |     |     |     |     |